# Hans Tägert

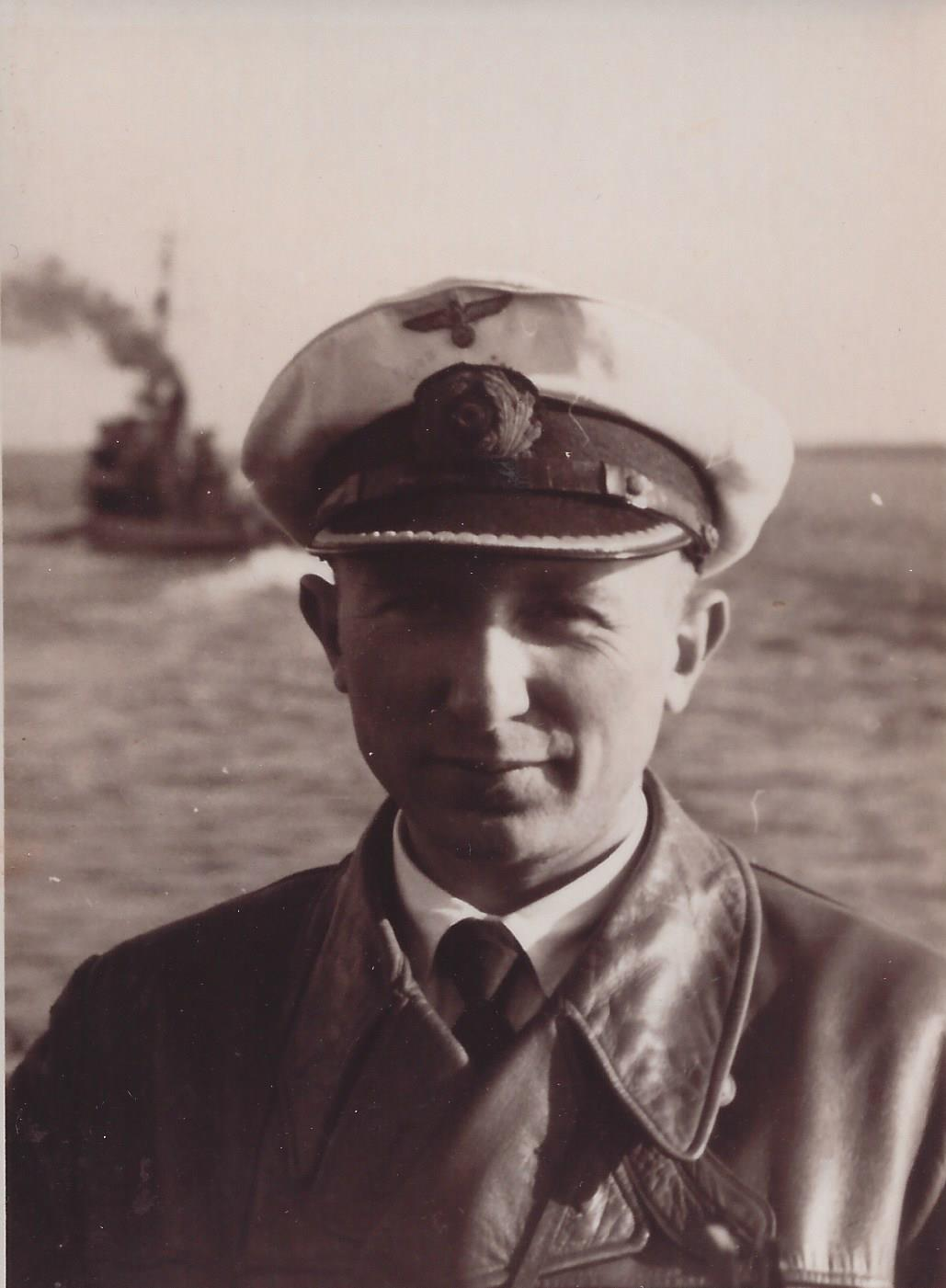
Hans Tägert (1944)

Hans Tägert (* 20. Mai 1908 in Kiel; † 2. Mai 1945 im Kattegat) war ein deutscher Privatrechtler.

## Leben
Tägert studierte Rechtswissenschaft an der Eberhard Karls Universität Tübingen. 1926 wurde er im Corps Suevia Tübingen aktiv.
Als Inaktiver wechselte er an die heimatliche Christian-Albrechts-Universität zu Kiel (CAU), an der er im Dezember 1929 das Referendarexamen mit „gut“ bestand. Die Assessorprüfung bestand er am 24. April 1934 mit „voll befriedigend“ am Kammergericht in Berlin. Die CAU promovierte ihn 1934 zum Dr. iur. 1937 habilitierte er sich in Göttingen. Am 10. Dezember desselben Jahres gelang ihm die Umhabilitation für bürgerliches Recht und Handelsrecht nach Kiel. Als 31-jähriger Privatdozent vertrat er 1939 an der Georg-August-Universität Göttingen den verwaisten Lehrstuhl von Julius von Gierke. Auf der Berufungsliste rangierte er hinter Hermann Krause. Seit Beginn des Überfalls auf Polen diente er bei der Kriegsmarine. Die Göttinger Ernennung zum planmäßigen Extraordinarius im Februar 1940 erhielt er auf einem Vorpostenboot. Seine Lehrtätigkeit in Rechtsgeschichte konnte er allerdings auch dann nicht regelmäßig wahrnehmen, als er am 1. November 1941 das Ordinariat erhalten hatte.
Auf Druck der Kieler Fakultät schloss er sich 1933 der  Nationalsozialistischen Deutschen Arbeiterpartei und dem  Nationalsozialistischen Rechtswahrerbund an. Mit Rudolf Smend half er vom Nationalsozialismus Bedrängten. Seine Publikationen lassen kein nationalsozialistisches Gedankengut erkennen. Hans Tägert starb am 2. Mai 1945 18 Tage im Kattegat vor seinem 37. Geburtstag

## Marine
Als Kommandant des Minensuchbootes M 293 kam Tägert am 30. April 1945 von Kopenhagen nach Aarhus. In Begleitung von zwei U-Booten lief das Boot – aus unbekannten Gründen – am selben Abend wieder aus. Am Morgen des 1. Mai erreichte es einen Hafen der Insel Anholt. Kurz nach Mitternacht lief es wieder aus, „nordwärts“. 30 Flugzeuge der Royal Air Force griffen das Boot zwischen 7 und 8 Uhr an und versenkten es. Die Mehrheit der Besatzung und der Kommandant ertranken sechs Tage vor der bedingungslosen Kapitulation der Wehrmacht. Tägerts Leichnam wurde von schwedischen Fischern gefunden und in Göteborg begraben.
Hans Welzel, in Göttingen Dekan der Rechts- und Staatswissenschaftlichen Fakultät, würdigte Tägert in der Fakultätssitzung am 7. Januar 1946. Ernst von Caemmerer, ebenfalls Kommandant eines Minensuchers, berichtete Tägerts Witwe 1946 über die Begegnung mit Tägert in Kopenhagen. Tägerts Vater, Konteradmiral Carl Tägert, überlebte seinen fast 37 Jahre alt gewordenen Sohn um ein Jahr.

## Werke
- Die Geltendmachung des Drittschadens. Heide 1938.